# Долнояболчищко клане
Долнояболчищкото клане е наказателна операция от страна на български части, проведена срещу ятаци и поддръжници на партизанския отряд „Димитър Влахов“ в района на Азот и планината Мокра на 24 октомври 1942 година по време на българското управление във Вардарска Македония през Втората световна война.
Седмица преди клането партизанският отряд „Димитър Влахов“ е разбит при Бабунската акция в село Богомила. Започва преследване на оцелелите и избягалите като пострадва и мирното население, за което се смята, че подпомага партизаните. В село Долно Яболчище българската полиция малтретира местното албанско население, като са бити и осакатени много хора, за да издадат къде се крият партизаните. Седем мъже, три жени и едно дете са застреляни, заклани или хвърлени живи в запалените плевни:
- Расим Юсуфов Абазов (роден 1930 година, 12-годишен)
- Юсуф Абазов Мамудов (роден 1910 година, 32-годишен)
- Мионе Джемаилова Абазова (родена 1884 година, 58-годишна)
- Аджима Абазова Муратова (родена 1890 година, 52-годишна)
- Абаз Мамудов Муратов (роден 1881 година, 61-годишен)
- Бейтула Шабанов Мусов (роден 1914 година, 28-годишен)
- Шукри Фазлиов Елмазов (роден 1900 година, 42-годишен)
- Деар Джемаилов Исаков (роден 1875 година, 67-годишен)
- Беджет Джаферов Мустафов (роден 1908 година, 34-годишен)
- Изет Лятифов Фейзов (роден 1880 година, 62-годишен)
- Анифе Нафия Ибраимова (родена 1870 година, 72-годишна)[1]

След 1944 година в селото са поставени два паметника с имената на жертвите.